# Levin Corbin Handy
Levin Corbin Handy (10 de agosto de 1855 - 26 de março de 1932) foi um fotógrafo americano que trabalhou durante o século XIX e início do século XX.
Mathew Brady foi fotógrafo durante a Guerra Civil Americana e era tio de Handy por casamento, e Handy foi seu aprendiz aos 12 anos. Depois de alguns anos trabalhando no estúdio de Brady, ele era um operador de câmera habilidoso. Mais tarde, Handy se tornou um fotógrafo independente em Washington, D.C.
Na década de 1880, ele formou uma parceria com Samuel C. Chester, depois disso, ele e Chester trabalharam como parceiros de Brady. Handy fotografou retratos individuais e forneceu serviços fotográficos e de fotoduplicação para agências federais dos Estados Unidos. Entre 1880 e 1896, ele documentou a construção do edifício Thomas Jefferson da Biblioteca do Congresso. 
Handy faleceu em 1932 aos 76 anos, e ele deixou o trabalho dele e de Brady para suas filhas, Alice H. Cox e Mary H. Evans. Em 1954, a Biblioteca do Congresso comprou aproximadamente 10.000 desses negativos das filhas de Handy, ele morava na Avenida Maryland 464 em Washington, D.C. na época de sua morte.
Suas filhas Alice H. Cox e Mary H. Evans faleceram em 1964 e 1957 respectivamente.